# او-۲۰۱
زیردریایی یو-۲۰۱ (به انگلیسی: German submarine U-201) یک زیردریایی بود که طول آن ۶۷٫۱ متر (۲۲۰ فوت ۲ اینچ) بود. این زیردریایی در سال ۱۹۴۰ ساخته شد.